# L'Œuvre d'art (nouvelle)
Pour les articles homonymes, voir L'Œuvre d'art.
L'Œuvre d'art (en russe : Произведение искусства) est une nouvelle humoristique d’Anton Tchekhov.

## Historique
L'Œuvre d'art est initialement publiée dans la revue russe Les Éclats, numéro 50, du 13 décembre 1886 et signée A. Tchékhonté.

## Résumé
Sacha Smirnov est chez le docteur Kochelkov pour le remercier de lui avoir sauvé la vie. Sa mère et lui étant démunis, ils lui offrent un magnifique bronze ancien en guise de paiement des consultations. Leur seul regret est de ne pas avoir trouvé le pendant.
Le bronze représente deux femmes nues dans des positions qui ne sauraient être exposées à la clientèle et aux enfants du docteur. Une fois seul, le docteur se demande à qui il va pouvoir refiler le bronze. Son ami, l’avocat Oukhov, qui avait plaidé pour lui sans se faire payer et qui est célibataire, devrait apprécier le cadeau. Aussitôt dit, aussitôt fait. Il court chez lui et lui laisse l'objet dans les mains malgré les craintes de ce dernier quant à sa clientèle.
À son tour, l’avocat se demande à qui il va pouvoir refiler le bronze. Son ami, le comique Chachkine, est une canaille qui devrait apprécier ce genre de cadeau.
Chachkine le garde quelque temps, puis craignant les réactions de son propriétaire et de ses amies actrices, il se décide à le vendre. À qui peut-il le vendre ? On lui souffle qu’une certaine Madame Smirnov achète les bronzes anciens.
Deux jours plus tard, Sacha Smirnov sonne triomphant chez le docteur Kochelkov : il lui amène le pendant du bronze ! Le docteur en perd la parole.

## Édition française
- L'Œuvre d'art, traduit par Madeleine Durand et Édouard Parayre, révision de Lily Dennis, Bibliothèque de la Pléiade, éditions Gallimard, 1967  (ISBN 978 2 07 0105 49 6).